# Спичка, Олег Леонидович
Оле́г Леони́дович Спи́чка (1972—2011) — российский военный лётчик, начальник службы лётных испытаний Летно-испытательного центра ГЛИЦ им. Чкалова. Лётчик-испытатель 1-го класса, Герой Российской Федерации (2012).
Родился 14 марта 1972 года в городе Тбилиси.
С 1990 года — в Вооружённых силах СССР. В 1994 году окончил Качинское высшее военное авиационное училище лётчиков. С 1994 по 1999 годы служил лётчиком-инструктором в учебном авиационном полку этого училища (Котельниково), готовил курсантов.
В 2001 году окончил с отличием Центр подготовки лётчиков-испытателей при ГЛИЦ им. В.П. Чкалова и далее служил лётчиком-испытателем и начальником службы летных испытаний в Летно-испытательном центре ГЛИЦ. С 2003 года работал в группе лётчиков по тематике корабельной авиации. В 2004 году на самолёте Су-33 совершил свою первую посадку на палубу авианесущего крейсера. В 2007 году с О. Мутовиным проводил испытания новых тормозных тросов и аэрофинишёров. В рамках испытаний самолетов МиГ-29К и МиГ-29КУБ в сентябре 2009 года выполнил серию взлётов и посадок с палубы тяжелого авианесущего крейсера «Адмирал Флота Советского Союза Кузнецов», находящегося в Баренцевом море. Лётчик-испытатель 1-го класса.
Погиб 23 июня 2011 года в районе хуторов Кабаново и Гриньково (Астраханская область) при выполнении сложного пилотажа во время испытательного полёта. Его палубный истребитель МиГ-29КУБ, вылетевший с аэродрома Ахтубинск, потерпел катастрофу. Самолёт принадлежал Российской самолётостроительной корпорации «МиГ» и предназначался для поставки на вооружение авианосца «Адмирал Горшков». Сначала в прессе появилась информация, что пилот и штурман успели катапультироваться, но погибли. Позже представители Минобороны официально заявили, что оба пилота, Олег Спичка и Александр Кружалин, погибли в результате катастрофы. Когда пилоты поняли, что опытную машину уже не спасти, они решили отвести её от населённого пункта (хутора Кабаново), спасая тем самым её жителей.

## Память
- В июле 2011 года на месте гибели О. Л. Спички и А. П. Кружалина была установлена памятная стела.
- Их имена увековечены в Ахтубинске на мемориале «Крыло Икара», посвященном лётчикам-испытателям, не вернувшимся из полета.